# Cheri
Cheri(チェリ、女性、兵庫県神戸市生まれ、1979年9月15日 - )は日本のシンガーソングライター。

## 概要
1999年4月12日、路上ライブから音楽活動を開始。
インディーズ活動を経て2003年からは東芝EMI(現: ユニバーサルミュージック)と契約していた。
契約終了後は再びインディーズ活動を展開している。
2013年4月12日から*(アスタリスク)をつけたCheri*にアーティスト名を改名。

## ディスコグラフィ

### メジャー
シングル

- ためいき - 2003年8月6日、演奏に西川進が参加
- Tomorrow is another day - 2004年5月19日
- LONGING - 2004年11月3日、韓国映画『オールド・ボーイ』の日本語版のイメージソング

アルバム

- Aufheben - 2004年6月16日

### インディーズ
音楽CD

- 痛々しいラブ - 1999年12月3日、CD-R収録の自主制作
- 猫と月時計 - 2001年1月7日、CD-R収録の自主制作
- cheri - 2002年10月9日
- V.A HARVEST - オムニバスアルバム、2008年1月16日、14曲目「ルナ」に参加
- The Last Leaf - 2009年4月12日
- 太陽/ラストワーズ - 2009年12月5日、CD-R収録の自主制作
- Rainbow - 2010年9月4日、舞台「東京ダンスオペラ2010」主題歌、CD-R収録の自主制作
- 月が見てた - 2013年6月8日、シミズリエ楽曲提供によるコラボシングル。以降「Cheri*」名義、CD-R収録の自主制作
- サイレントブルー - 2013年11月21日、CD-R収録の自主制作
- ありがとう - 2013年11月21日、CD-R収録の自主制作
- 変わりたいんだ - 2013年11月21日、CD-R収録の自主制作
- 羊ごっこ - 2015年4月12日、CD-R収録の自主制作
- ココロノート - 2015年6月14日、ellyとのコラボシングル、CD-R収録の自主制作
- kisuiiki - 2017年11月3日、ゲストミュージシャンにTOZYを迎えたCD-R収録の自主制作
- Dancing Snow - 2017年12月24日、CD-R収録の自主制作
- Mobile - 2020年5月5日、DL版およびCD-R収録の自主制作
- Songsphere - 2020年7月7日

DVDビデオ

- Xros - 2006年8月5日